# René-Antoine Ferchault de Réaumur

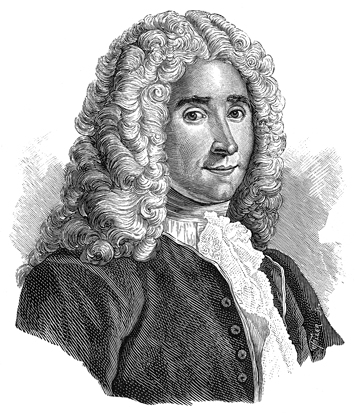
René-Antoine Ferchault de Réaumur

René-Antoine Ferchault de Réaumur (* 28. Februar 1683 in La Rochelle; † 17. Oktober 1757 bei Saint-Julien-du-Terroux, Département Mayenne) war ein französischer Natur- und Materialforscher mit einem weiten Interessen- und Arbeitsgebiet. So beschäftigte er sich unter anderem mit der Entstehung der Schalen der Schalentiere, der Temperaturmessung (Réaumur-Skala) sowie auch mit der Herstellung von Stahl, Glas und Papier. Große Beiträge leistete er besonders zur Entomologie (Insektenkunde). Er war ab 1709 der Herausgeber und ein Mitautor des mehrbändigen Nachschlagewerks Description des arts et métiers.

## Leben
René-Antoine Réaumur wurde in La Rochelle geboren und erzogen. Sein Vater war René Ferchault de Réaumur (1645–1684). Dank der Förderung eines Onkels konnte er Philosophie in der Hochschule der Jesuiten in Poitiers studieren und ab 1699 in Bourges Zivilrecht und Mathematik. 1703 kam er nach Paris, wo er das Studium fortsetzte. Neben Mathematik studierte er nun auch Physik. 1708, im Alter von vierundzwanzig Jahren, wurde er zum Mitglied der Académie des sciences gewählt. Von da an bis zu seinem Tod gab es kaum ein Jahr, in welchem die Mémoires de L'Académie nicht mindestens einen Beitrag von Réaumur enthielten.
Réaumur starb am 17. Oktober 1757 auf seinem Landgut Schloss Bermondière, das er in der ehemaligen westfranzösischen Provinz Maine besaß. Sein umfangreiches Naturalienkabinett hat er der Königlichen Akademie der Wissenschaften vermacht.

## Ehrungen
Réaumur zu Ehren wurde 1935 ein Mondkrater nach ihm benannt, ebenso 2002 der Asteroid (7098) Réaumur. Auch die Pflanzengattungen Reaumuria L. und Beaumulix Willd. ex Poir. aus der Familie der Tamariskengewächse (Tamaricaceae) sind nach ihm benannt.

## Werk

### Zoologie
In seiner Arbeit De la formation et de l'accroissement des coquilles des animaux (1709) zeigte er, dass sich die Schalen der Schalentiere aus einem Saft bilden, der von diesen Tieren abgesondert wird. Sein Hauptwerk erschien 1734–1742 unter dem Titel Mémoires pour servir à l'histoire naturelle des insectes (6 Bände). Darin hatte Réaumur seine Forschungen über die Lebensweise und Entwicklung der Insekten niedergeschrieben. Insbesondere beschäftigte er sich mit dem Bienenstaat und entdeckte unter anderem die Gliederung in Königin, Drohnen und Arbeitsbienen.

Réaumur hatte sich auch Gedanken zur Papierherstellung aus Holz gemacht. So schrieb er 1719 der französischen Akademie der Wissenschaften in Paris: 

„Die amerikanischen Wespen bilden ein sehr feines Papier, ähnlich dem unsrigen. Sie lehren uns, dass es möglich ist, Papier aus Pflanzenfasern herzustellen, ohne Hadern oder Leinen zu brauchen; sie scheinen uns geradezu aufzufordern zu versuchen, ebenfalls ein feines und gutes Papier aus gewissen Hölzern herzustellen. Wenn wir Holzarten ähnlich denen besäßen, welche die amerikanischen Wespen zu ihrer Papierherstellung benutzen, so könnten wir das weißeste Papier herstellen.“

### Technik
Réaumur machte manche nützliche Entdeckung bezüglich der Stahlerzeugung und des Tempergusses und 1730 erfand er ein mattes Glas, das sogenannte Réaumursche Porzellan.
Im Zusammenhang mit der Entwicklung eines Alkohol–Thermometers definierte er eine neue Temperaturskala, die seinen Namen erhielt. Das Grad Réaumur war in Europa auch noch gebräuchlich, als in den meisten Thermometern schon Quecksilber anstatt Alkohol verwendet wurde. Erst 1901 wurde die amtliche Temperaturmessung in Deutschland von Grad Réaumur auf Grad Celsius umgestellt; in der Schweiz wird sie seit 1909 vorgeschrieben. Seitdem verwenden lediglich noch einige Köche und Pâtissiers die Réaumur-Skala zur Bestimmung der Temperatur von Zuckerlösung.

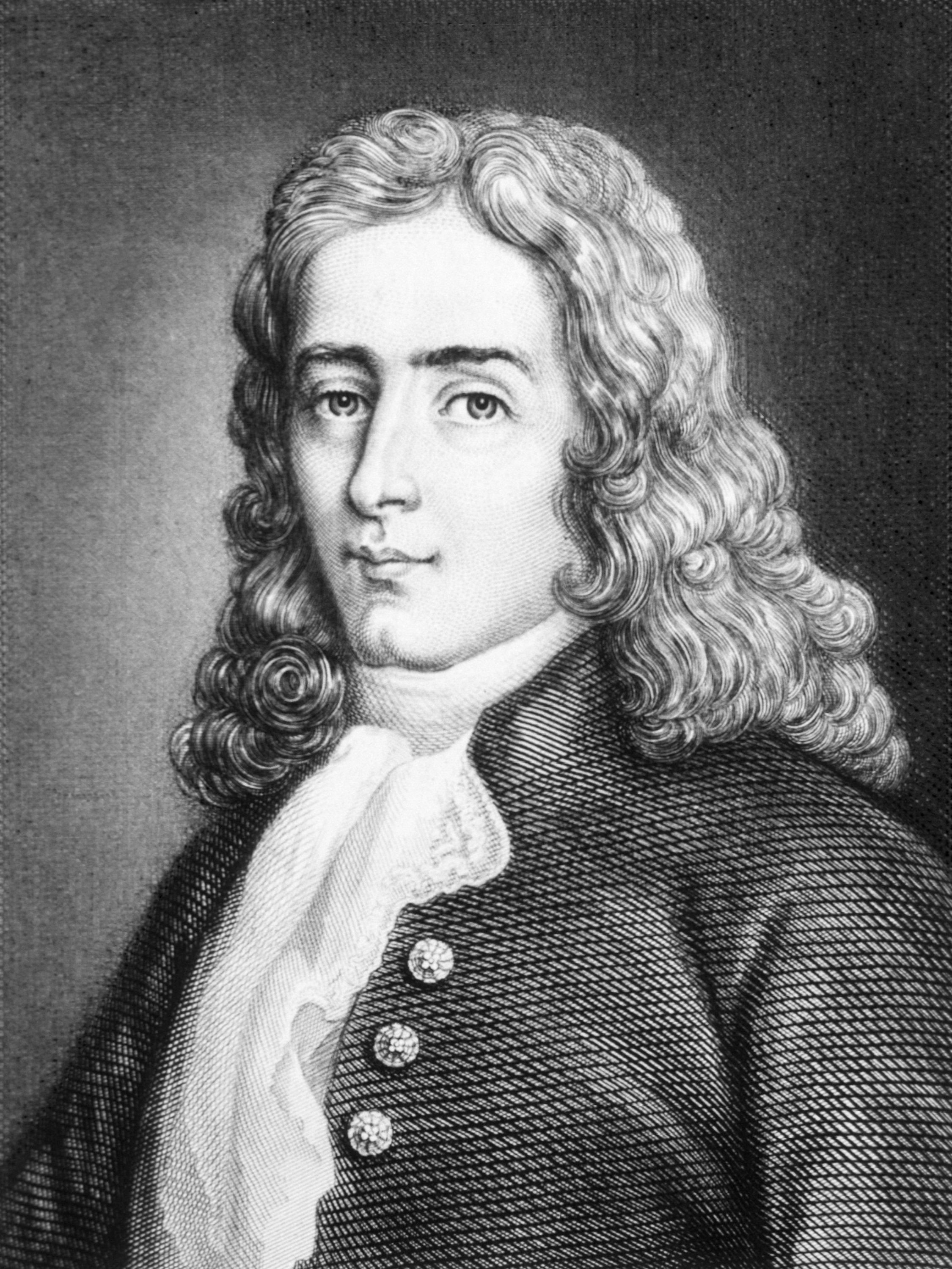
R.-A. F. Réaumur (Stahlstich)

## Vorträge und Schriften (Auswahl)
- De la formation et de l'accroissement des coquilles des animaux tant terrestres qu'aquatiques, soit de mer, soit de rivières (1709); Éclaircissements de quelques difficultés sur la formation des coquilles (1716)
- Examen de la soie des Araignées (1710)
- Du mouvement progressif et de quelques autres mouvements de diverses espèces de Coquillages, Orties et Étoiles de mer (1710)
- Des différentes manières dont plusieurs espèces d'animaux de mer s'attachent au sable, aux pierres et les uns aux autres (1711)
- Découverte d'une nouvelle teinture de pourpre et diverses expériences pour la comparer avec celle que les anciens tiraient de quelques espèces de Coquillages que nous trouvons sur nos côtes de l'Océan (1711)
- Description des fleurs et graines de divers Fucus, et quelques autres observations physiques sur les mêmes plantes (1711); Suite sur les fleurs et graines de diverses plantes marines (1712)
- Observations sur les diverses reproductions qui se font dans les Écrevisses, les Omards, les Crabes, etc., et entr'autres sur celles de leurs jambes et de leurs écailles (1712); Additions aux observations sur la mue des Écrevisses (1718)
- Des effets que produit le poisson appelé en françois Torpille ou Tremble sur ceux qui le touchent (1714)
- Observation sur l'accouplement du Lièvre ou du Chat marin (1715)
- Observations sur les mines de turquoises du Royaume, sur la nature de la matière qu'on y trouve et sur la matière dont on lui donne la couleur (1715)
- Observations sur la matière qui colore des perles fausses et sur quelques autres matières animales d'une semblable couleur, à l'occasion de quoi on essaie d'expliquer la formation des écailles de poissons (1716)
- Observations sur le coquillage appelé Pinne Marine ou Nacre de perles à l'occasion duquel on explique la formation des perles (1717)
- Essais de l'histoire des rivières et des ruisseaux du Royaume qui roulent des paillettes d'Or avec des observations sur la manière dont on ramasse ces paillettes, sur leur figure, sur le sable avec lequel elles sont mêlées et sur leur titre (1718)
- Histoire des Guêpes (1719)
- Observations sur la végétation du nostoch (1722)
- L'Art de convertir le fer forgé en acier et l'Art d'adoucir le fer fondu, ou de faire des ouvrages de fer fondu aussi finis que de fer forgé (1722)
  - 1re Partie: L'Art de convertir le fer forgé en acier (1722)
  - 2e Partie: L'Art d'adoucir le fer fondu, ou de faire des ouvrages de fer fondu aussi finis que de fer forgé (1722)
- Fabrique des ancres (1723)
- Des merveilles des dails ou la lumière qu'ils répandent (1723)
- Principes de l'art de faire le fer-blanc (1725)
- Explication des principes pour la construction des thermomètres dont les degrés soient comparablesb(1725)
- Observations sur la formation du corail et des autres productions appelées plantes pierreuses (1727)
- Idée générale des différentes manières dont on peut faire la Porcelaine et quelles sont les véritables matières de celle de la Chine (1727); Second mémoire sur la porcelaine ou suite des principes qui doivent conduire dans la composition des porcelaines de différents genres et qui établissent les caractères des matières fondantes qu'on ne peut choisir pour tenir lieu de celle qu'on employe à la Chine (1729)
- Règles pour construire des thermomètres dont les degrés soient comparables et qui donnent des idées d'un chaud et d'un froid qui puissent être rapportés à des mesures connues (1730); Second Mémoire sur la construction des thermomètres dont les degrés sont comparables avec des expériences et des remarques sur quelques propriétés de l'air (1731)
- Mémoires pour servir à l'histoire des insectes (1734–1742)
  - Tome I: Chenilles et Papillons (1734)
  - Tome II: Suite et histoire des Insectes ennemis des Chenilles (1736)
  - Tome III: Histoire des Vers mineurs des feuilles, des Teignes, des fausses Teignes, des Pucerons, des ennemis des Pucerons, des faux Pucerons et l'histoire des Galles des plantes et de leurs insectes (1737)
  - Tome IV: Histoire des Gallinsectes, des Progallinsectes et des Mouches à deux ailes (1738)
  - Tome V: Suite et histoire de plusieurs Mouches à quatre ailes, savoir des Mouches à Scies, des Cigales et des Abeilles (1740)
  - Tome VI: Suite avec supplément des Mouches à deux ailes (1742)
  - Tome VII: Histoire des Fourmis, Histoire des Scarabées (posthum)
- Mémoire sur l'art de faire une nouvelle espèce de Porcelaine par des moyens extrêmement simples et faciles ou de transformer le verre en porcelaine (1739)
- Moyens d'empêcher l'evaporation des liqueurs spiritueuses, dans lesquelles on veut conserver des productions de la Nature de differents genres (1746)
- Art de faire éclore et d'élever en toute saison des Oiseaux Domestiques de toutes espèces, soit par le moyen de la chaleur du fumier, soit par le moyen de celle du feu ordinaire (2 volumes, 1749; 1751)
- Pratique de l'art de faire éclore et d'élever en toute saison des oiseaux domestiques de toutes espèces, soit par le moyen de la chaleur du fumier, soit par le moyen de celle du feu ordinaire (1751)

C'est une sorte d'abrégé, que Réaumur destine plus aux « habitants de la campagne » qui désirent mettre en œuvre ses découvertes qu'au public de « physiciens » et scientifiques qui étaient les destinataires de la première version.
- Lettres à un Américain sur l'histoire naturelle, générale et particulière de monsieur de Buffon. Suite des Lettres à un Américain, sur l'histoire naturelle de M. de Buffon ; et sur le Traité des animaux de M. l'abbé de Condillac (4 volumes, 1751–1756)
- Observations sur la digestion des Oiseaux (1752)
  - 1 Mémoire: Sur le mécanisme dont se fait la digestion dans les Oiseaux qui vivent principalement de graines et d'herbes et dont l'estomac est un gésier (1752)
  - 2 Mémoire: De la manière dont elle se fait dans l'estomac des Oiseaux de proie (1752)
- Mémoire sur l'art avec lequel les différentes espèces d'Oiseaux forment leurs nids (1756)
- Art de l'Epinglier. Avec des additions de M. Duhamel du Monceau, & des remarques extraites des Mémoires de M. Perronet, inspecteur général des Ponts & Chaussées (1761) (posthum)
- Lettres inédites de Réaumur (1886) (posthum)
- Morceaux choisis. Gallimard, 1939 (posthum)